# Pseudocalotes flavigula
Espèce
Synonymes
- Calotes flavigula Smith, 1924

Pseudocalotes flavigula est une espèce de sauriens de la famille des Agamidae.

## Répartition
Cette espèce est endémique du Pahang en Malaisie péninsulaire. Elle se rencontre sur le Gunung Brinchang.

## Publication originale
- Smith, 1924 : Two new lizards and a new tree frog from the Malay Peninsula. Journal of the Federated Malay States museums, vol. 11, p. 183-186.